# وولرت کونوو
وولرت کونوو (انگلیسی: Wollert Konow؛ ۱۶ اوت ۱۸۴۵ – ۱۵ مارس ۱۹۲۴) یک سیاست‌مدار اهل نروژ و از فوریه ۱۹۱۰ تا فوریه ۱۹۱۲ نخست‌وزیر این کشور بود.